# Czepiec (nakrycie głowy)

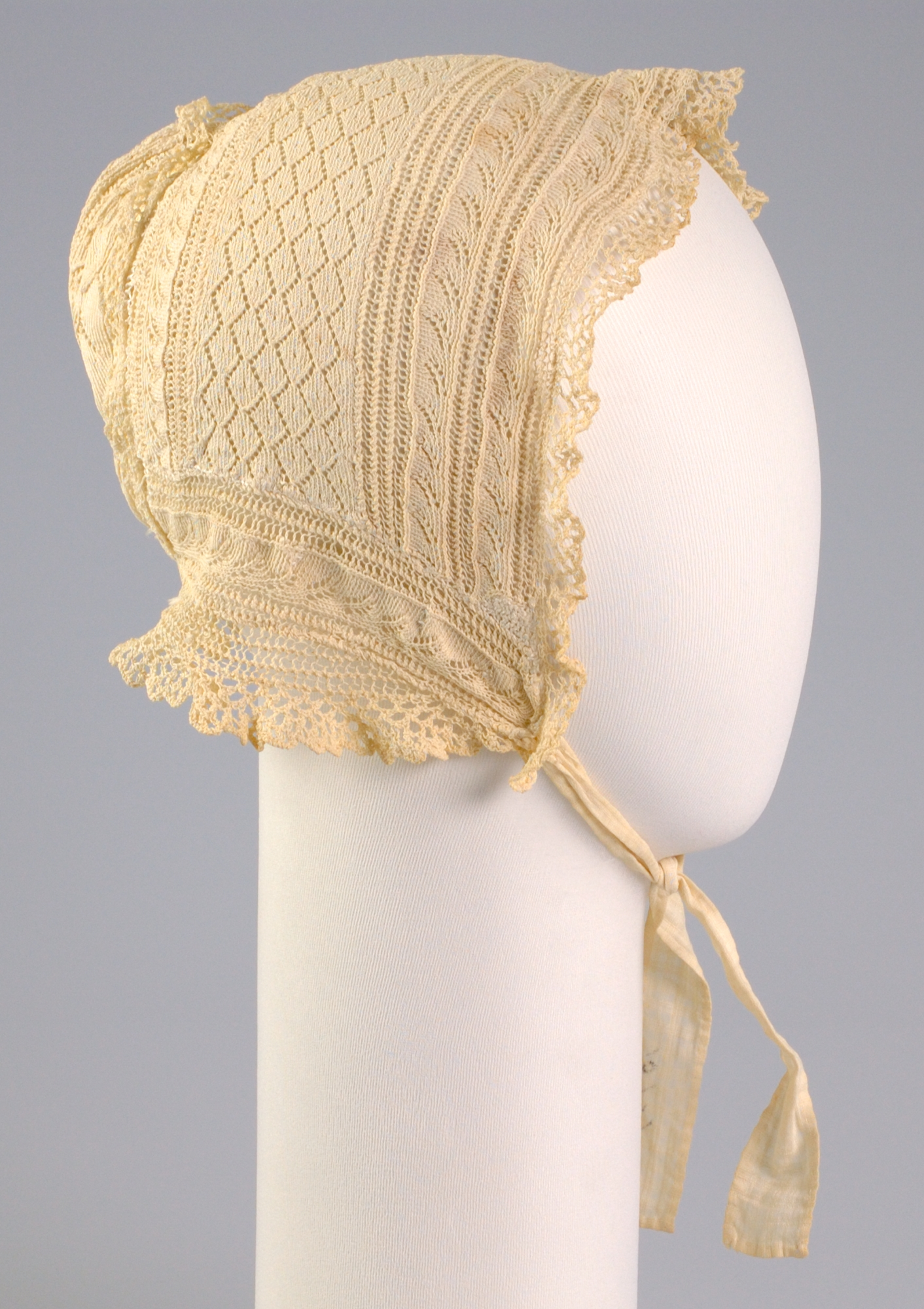
Czepek z XIX w.

Czepiec lub czepek – w dawnych czasach kobiece nakrycie głowy bez ronda, gładkie, przylegające do głowy lub usztywniane dla uzyskania różnorodnych kształtów; element stroju ludowego, szlacheckiego i mieszczańskiego. Był noszony zarówno w wersji domowej, jak i wyjściowej. Zdobiony był falbankami, koronkami, często posiadał dodatkowo małą pelerynkę okrywającą ramiona. Szczególnie fantazyjne kształty występowały w okresie późnego średniowiecza.
Czepiec był nakryciem głowy kobiet zamężnych. W dniu ślubu o północy w trakcie obrządku zwanego oczepinami panna młoda otrzymywała czepiec od starszej kobiety, zwykle matki chrzestnej, i od tej pory nie chodziła już z gołą głową.
Od XVI wieku wielkość czepca zaczęła się zmniejszać, znikły falbanki i marszczenia, a pojawiły się małe płaskie czepki przypominające naleśnik, uszyte ze wstążek i koronek. W końcu jedynym śladem dawnego czepca stał się upięty na czubku głowy pukiel z wstążek. Kobiety wolały nosić coraz modniejsze kapelusze, jednak jeszcze na początku XX wieku starsze matrony, tradycjonalistki, nadal zakładały koronkowe, wiązane pod brodą, czepki. Jeśli starsza pani była wdową, to przez rok nosiła czarny wdowi czepiec z takiej samej barwy woalką, która osłaniała twarz oraz welonem, który spływał na plecy, sięgając czasami aż do ziemi.

## Rodzaje czepców
- bramka
- czub
- hennin
- kapik
- kokosznik
- kornet

## Czepek nocny

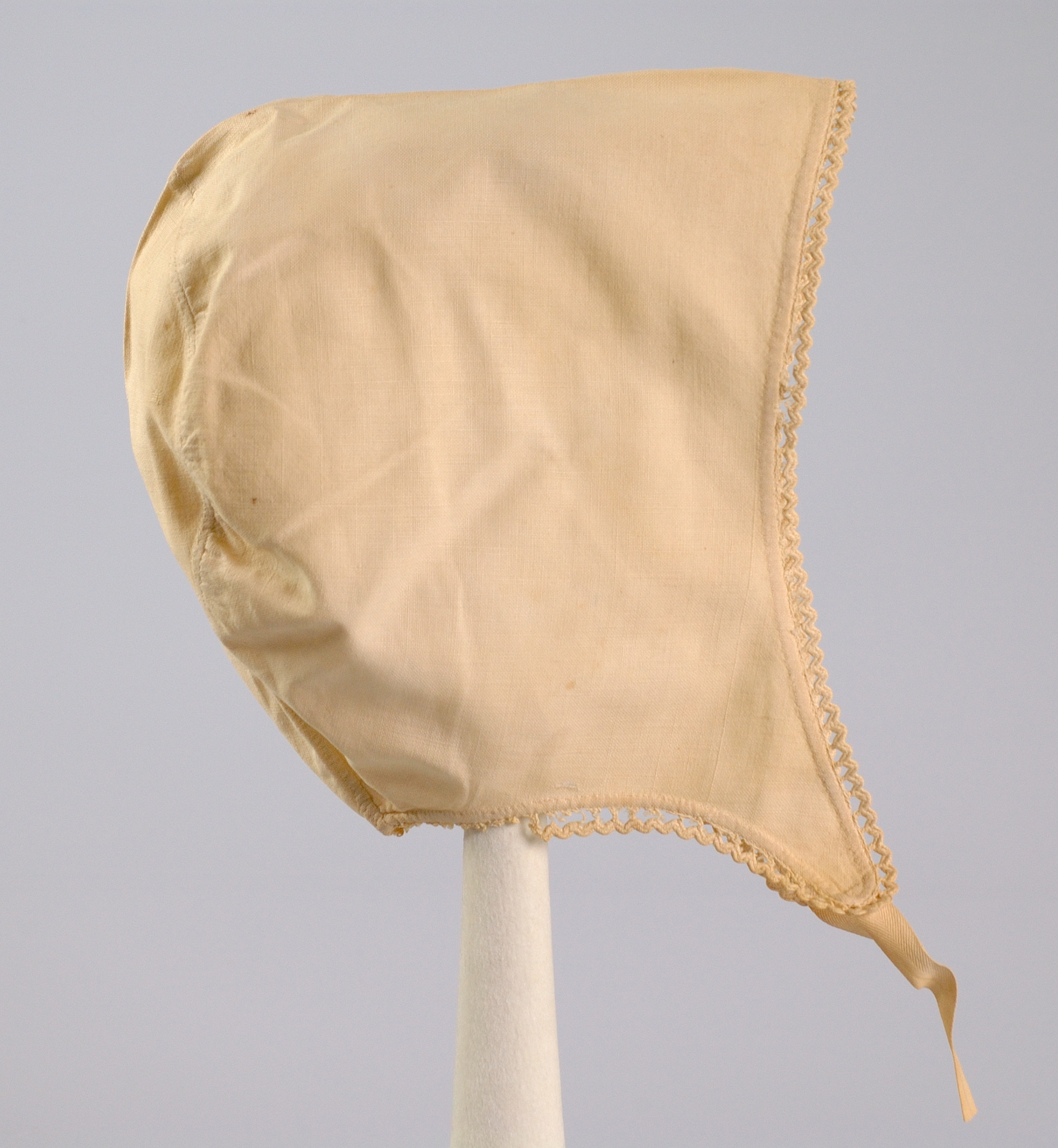
Czepek nocny (XIX w.)

Szyty był najczęściej z białego płótna, tak jak bielizna, i zakładany na noc do spania, przede wszystkim celem ochrony przed chłodem w słabo ogrzewanych dworach czy mieszkaniach w mieście. Ponadto chronił pościel przed zabrudzeniem, starsze kobiety często bowiem farbowały siwiejące włosy wyciągiem z włoskiego orzecha, który zostawiał trudno usuwalne plamy.
Męskim odpowiednikiem czepka nocnego była szlafmyca (niem. Schlafmütze). Głęboko wciśnięta na czoło z długim spiczastym końcem przypominała czapkę św. Mikołaja, tyle że białego koloru. Zwyczaj spania w szlafmycy zanikł na początku XX wieku.

## Galeria

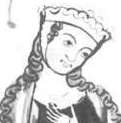
pocz. XIV wieku
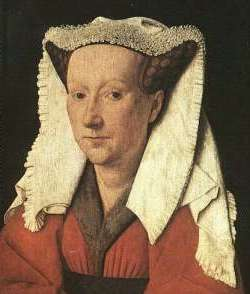
1439
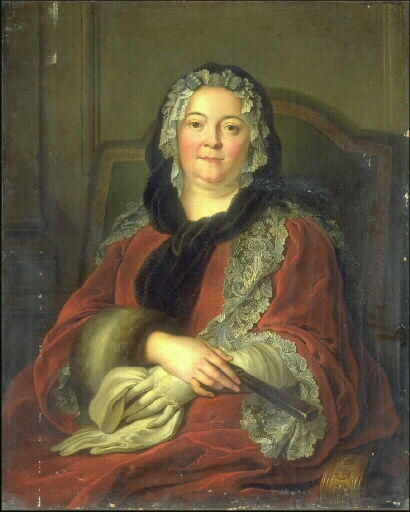
Francja, 1740
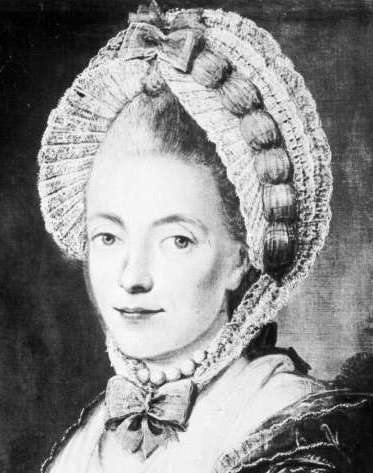
ok. 1770
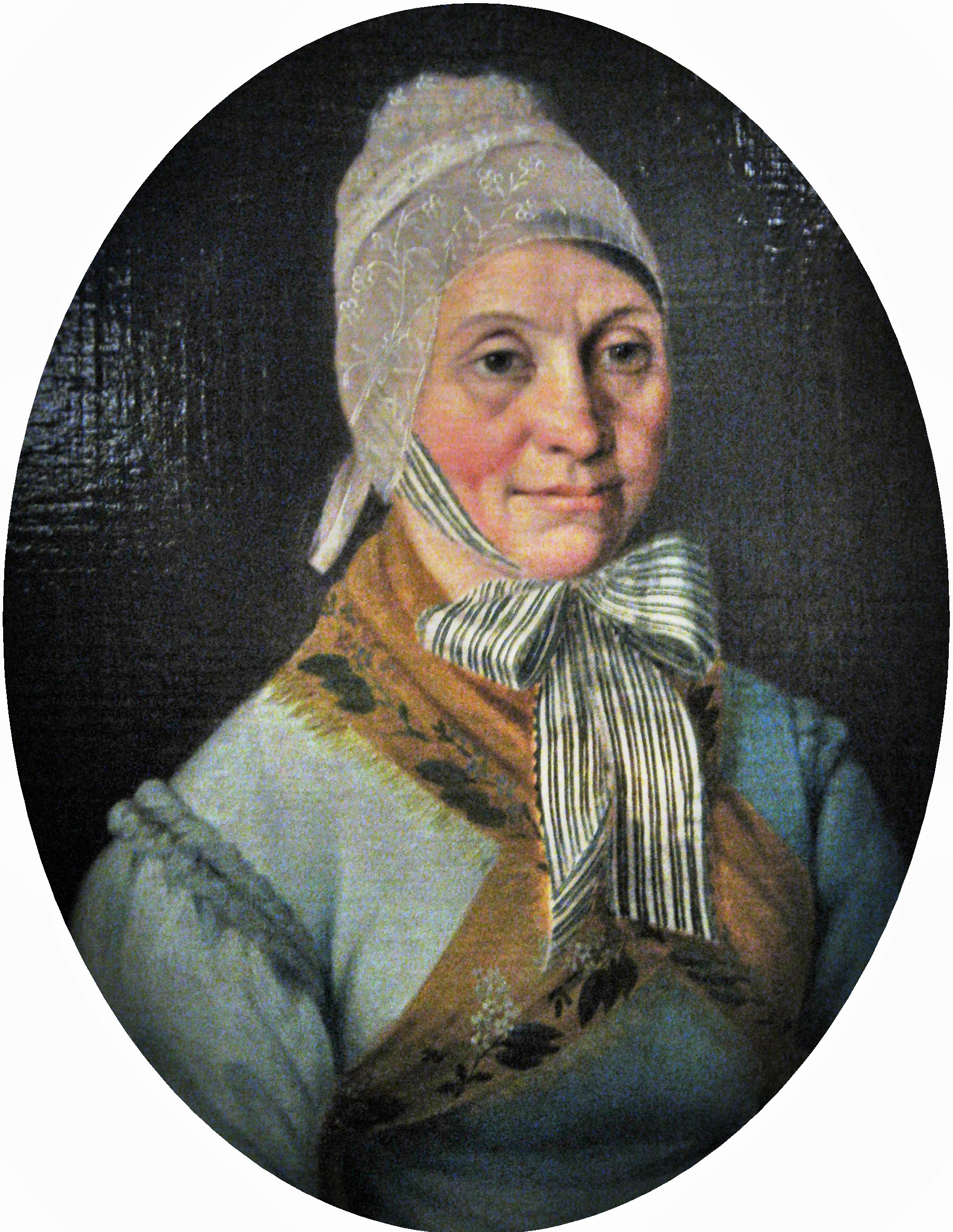
Dania, 1800
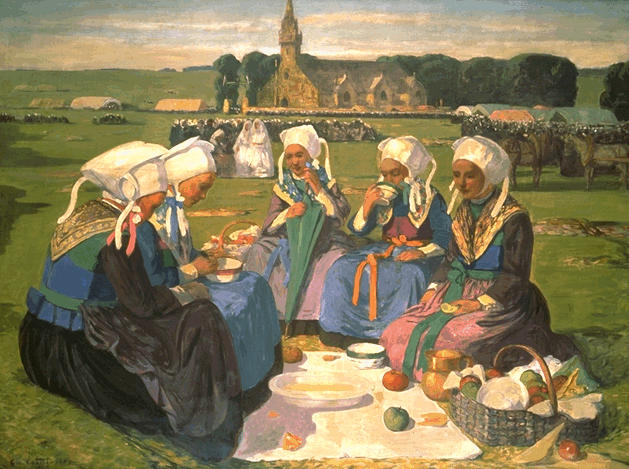
Francja, 1900
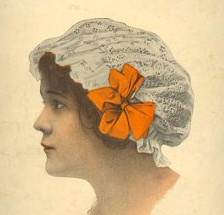
ok. 1920
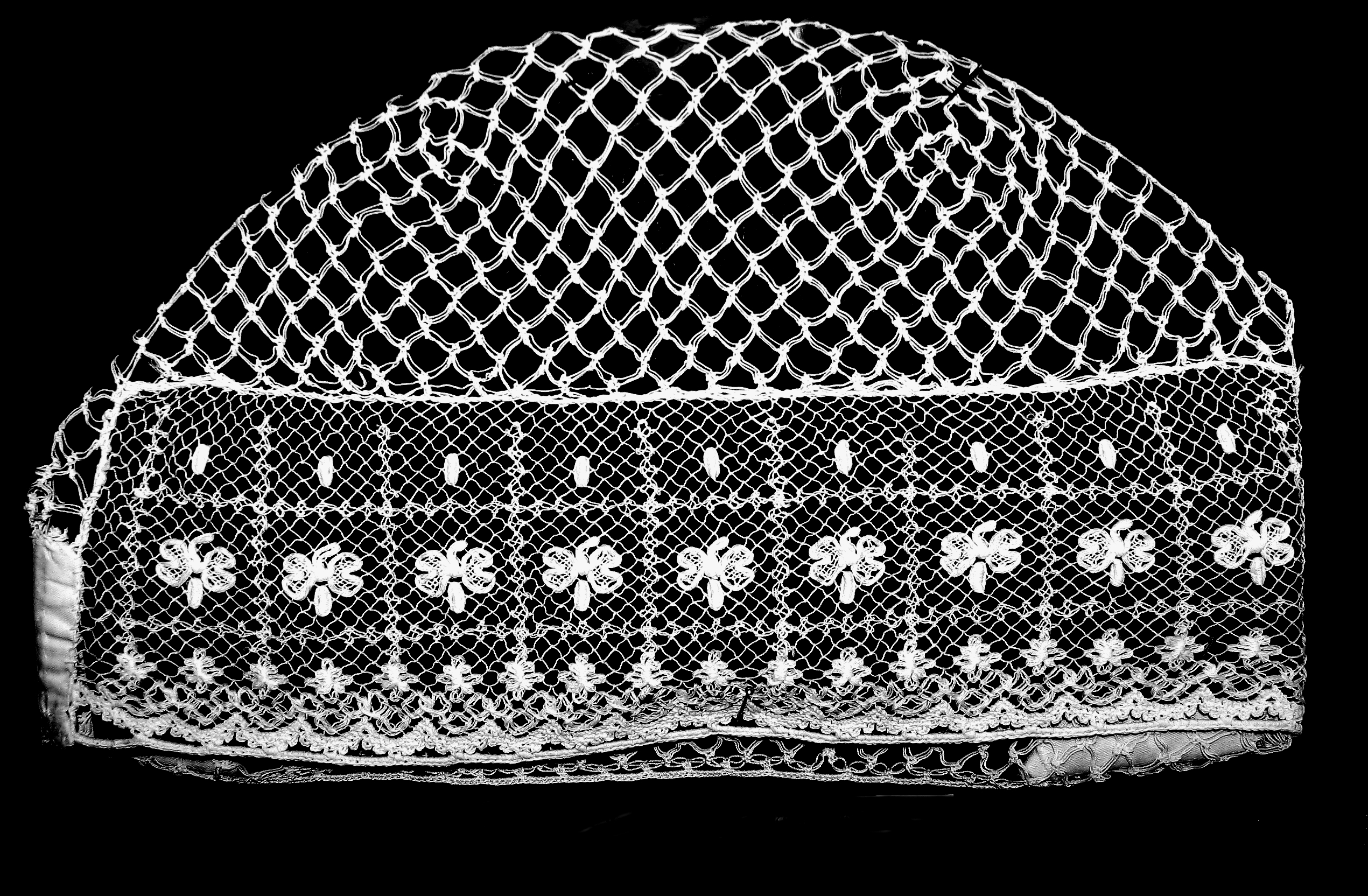
koronkowy wykonany techniką igiełkową w muzeum w Wiśle
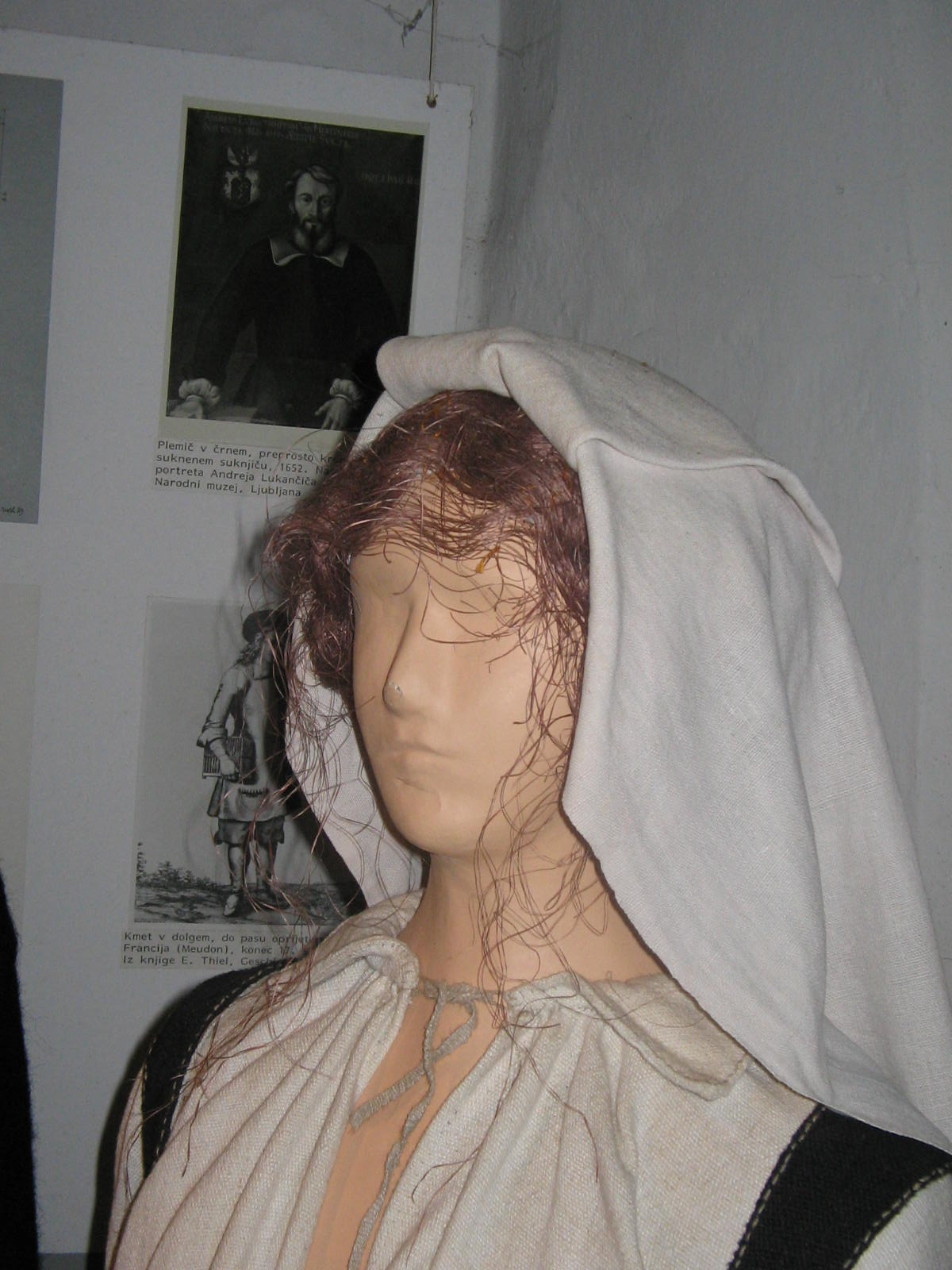
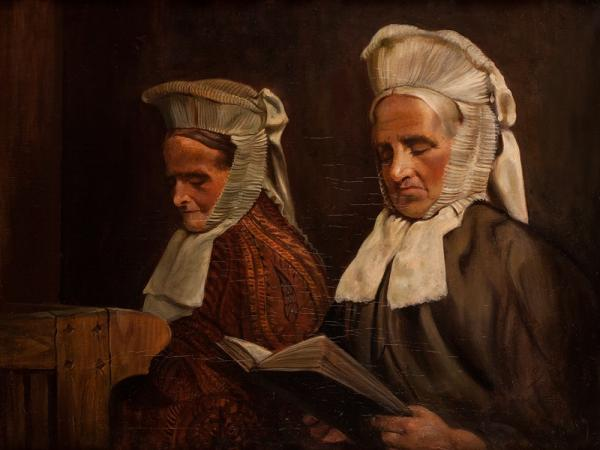
Warmianki w tradycyjnych czepcach warmińskich, obraz Hedwig Neuhof z ok. 1900 roku
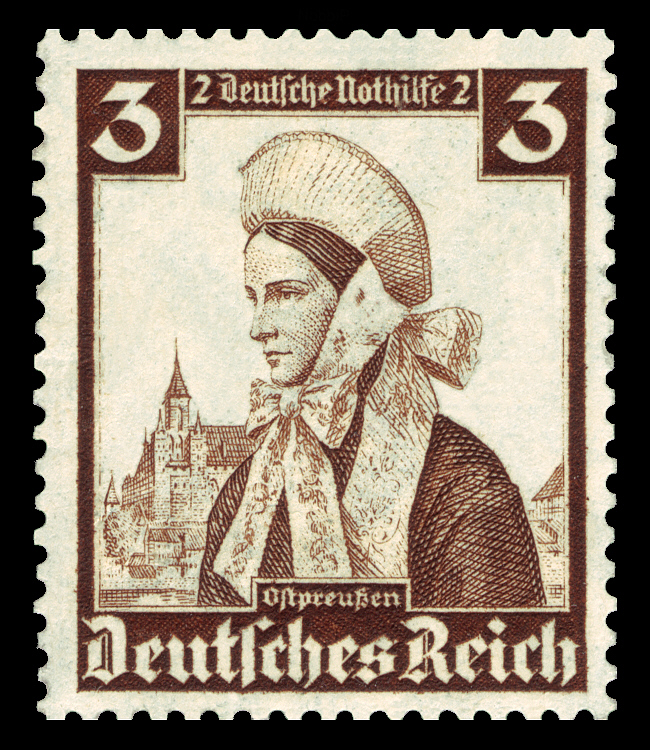
Kobieta z Prus Wschodnich w tradycyjnym czepcu, znaczek pocztowy z 1935 roku
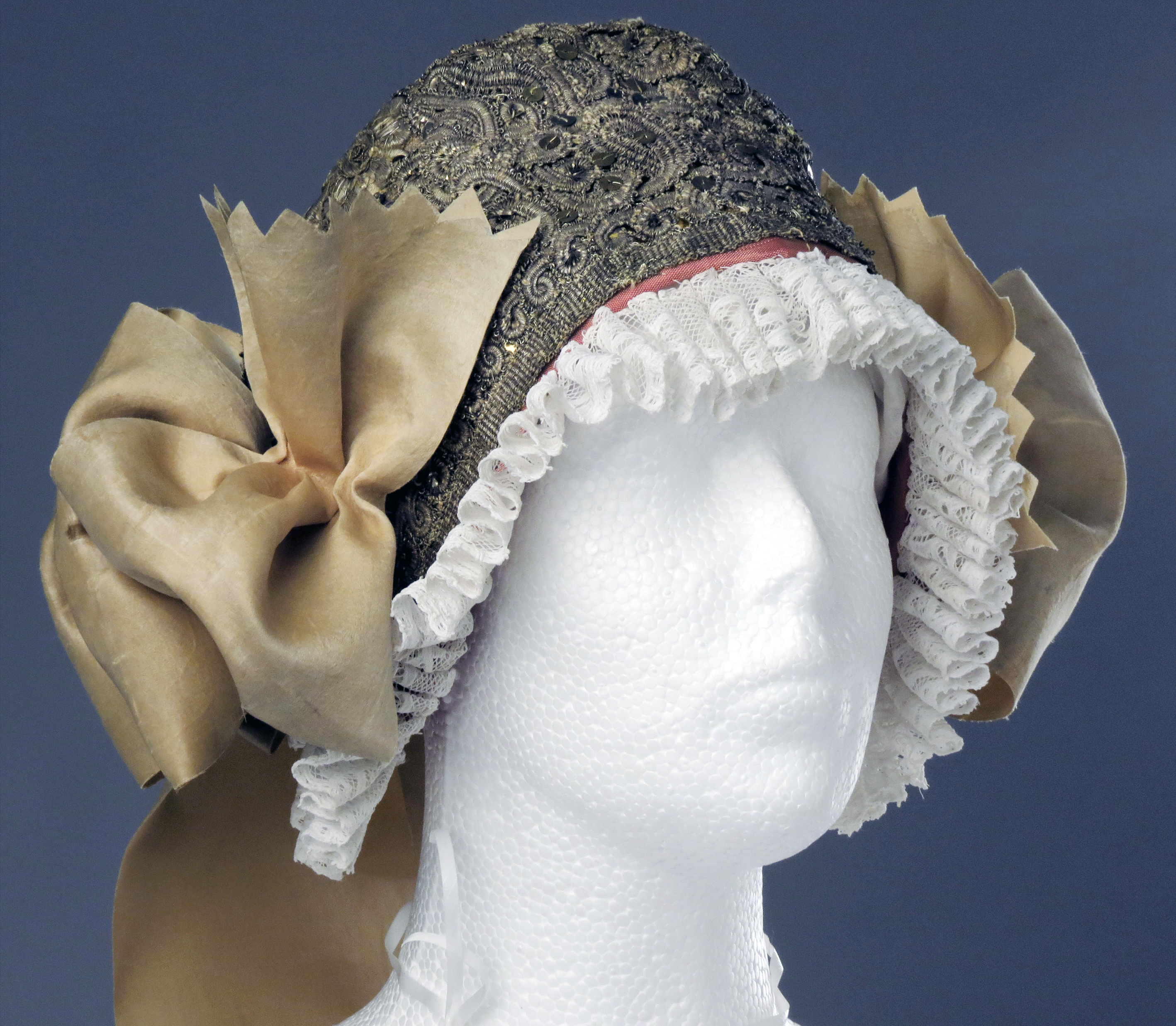
Czepiec kobiecy. Materiał: złoty brokat, złota koronka, cekiny, wstążka atłasowa. Region żywiecki. Z kolekcji Państwowego Muzeum Etnograficznego w Warszawie.